# William Black (attore)
William Black (Irvington, 1871 – ...) è stato un attore statunitense teatrale e cinematografico.
Attore di Broadway, lavorò anche nel cinema all'epoca del muto. Nella sua carriera, che durò dal 1916 al 1941, prese parte a circa una quarantina di pellicole.

## Filmografia
- Vanity, regia di John B. O'Brien (1916)
- Ambition, regia di James Vincent (1916)
- The Sex Lure, regia di Ivan Abramson (1916)
- Great Expectations, regia di Robert G. Vignola e Paul West (1971)
- The New York Peacock, regia di Kenean Buel (1917)
- Trooper 44, regia di Roy Gahris (1917)
- A Magdalene of the Hills, regia di John W. Noble (1917)
- The Greatest Power, regia di Edwin Carewe e Edward J. Le Saint (1917)
- The Guardian, regia di Arthur Ashley (1917)
- The Secret of the Storm Country, regia di Charles Miller (1917)
- Raffles, the Amateur Cracksman, regia di George Irving (1917)
- Il bastardo prussiano (The Prussian Cur), regia di R.A. Walsh (Raoul Walsh) (1918)
- Cardenia rossa (The Hell Cat), regia di Reginald Barker (1918)
- Three Green Eyes, regia di Dell Henderson (1919)
- Fratello maggiore (Big Brother), regia di Allan Dwan (1923)